# Girolamo D'Andrea
Pour les articles homonymes, voir D'Andrea.
Girolamo D'Andrea (né le 12 avril 1812 à Naples, alors capitale du royaume de Naples et mort le 14 mai 1868 à Rome) est un cardinal italien du XIXe siècle.

## Biographie
Girolamo D'Andrea exerce diverses fonctions au sein de la Curie romaine, notamment à la Chambre apostolique. Il est nommé archevêque titulaire de Mélitène (de) en 1841, nonce de la République helvétique entre 1841 et 1845 et exerce des fonctions auprès de la Congrégation du concile et de la délégation en Ombrie.
Le pape Pie IX le crée cardinal lors du consistoire du 15 mars 1852.
Le cardinal D'Andrea est préfet de la Congrégation de l'Index. Comme préfet de l'Index, il refuse de condamner un livre défavorable aux pouvoirs temporels du Saint-Siège et est suspendu de son cardinalat en 1867. Il est restauré en 1868.

## Succession apostolique
Girolamo D'Andrea a ordonné les évêques suivants :
- Évêque Kaspar de Carl ab Hohenbalken (de) (1843)
- Évêque Francesco Gallo (it) (1855)
- Archevêque Gaetano Rossini (it) (1855)
- Évêque Filippo de Simone (1855)
- Évêque Domenico Zelo (1855)
- Évêque Giacomo Bernardi (it) (1856)
- Évêque Bernardino Maria Frascolla (1856)
- Évêque Tommaso Passero, O.P. (1856)
- Archevêque Enrico de Rossi (fi) (1856)
- Archevêque Giuseppe Maria Papardo del Parco (it), C.R. (1858)
- Évêque Ruggero Blundo (it), O.S.B.  (1858)
- Archevêque Luigi Natoli (1858)
- Évêque Agostino Franco (1858)
- Évêque Ludovico Ideo (it), O.P. (1858)
- Évêque Giovanni Battista Guttadauro di Reburdone (it) (1859)
- Évêque Melchiorre Lo Piccolo (it) (1859)
- Évêque Michele Milella, O.P. (1859)
- Évêque Simone Spilotros, O. Carm. (1859)
- Cardinal Michelangelo Celesia, O.S.B. (1860)
- Évêque Luigi Maria Lembo (it), O.F.M. (1860)
- Évêque Gaetano Stiscia (1860)
- Évêque Federico Tolimieri (1860)